# Amorim (ville)
Pour les articles homonymes, voir Amorim.
Amorim est une zone de banlieue dans la paroisse de Moy-o-Mar, Amorim et Terroso, dans la municipalité de Póvoa de Varzim, Portugal. Amorim a été également un ancien paroissiaux et d'état civil entre 1836 et en 2013 et qui a donné lieu à la paroisse de cela, l'un des deux dans le urbain de la localité de Póvoa de Varzim.